# La traviata
La traviata er en opera af Giuseppe Verdi komponeret 1853. Operaen havde sin uropførelse den 6. marts 1853 på Teatro La Fenice i Venedig under navnet Violetta.
La traviata følger handlingen i Alexandre Dumas den yngres roman Kameliadamen. La traviata handler om den prostituerede Violetta, der forelsker sig i Alfredo og ønsker at skabe sig en ny tilværelse med ham. Men det vil ødelægge Alfredos familie, og alt ender tragisk. Handlingen udspiller sig i Paris og omegn i det 19. århundrede.
Violetta (førsteudgaven) er sjældent spillet, senest[kilde mangler] på Taastrup Teater i Danmark maj 2008.
La traviata er i Danmark senest i 2023 opført på Operaen.